# خه غوه تشيانغ
خه غوه تشيانغ (بالصينية: 贺国强) هو عضو اللجنة الدائمة للمكتب السياسى وسكرتير اللجنة المركزية لفحص الانضباط ورئيس دائرة التنظيم باللجنة المركزية للحزب الشيوعى الصينى. خه قوه تشيانغ من قومية هان ومسقط رأسه شيانغشيانغ بمقاطعة هونان، ولد في أكتوبر من عام 1943. وانضم إلى الحزب الشيوعى الصينى في يناير من عام 1966 وبدأ العمل في سبتمبر من عام 1966. تخرج من قسم الهندسة الكيماوية غير العضوية بمعهد بكين للهندسة الكيماوية وتخصص في الهندسة غير العضوية. حصل على تعليم جامعى مهندس.
ما بين عامي 2002 - 2007 كان عضو المكتب السياسى وعضو امانة اللجنة المركزية للحزب الشيوعى الصينى ورئيسا لدائرة التنظيم باللجنة المركزية للحزب. خه غوه تشيانغ هو عضو احتياطى في اللجان المركزية الـ 12 والـ 13 والـ 14 للحزب الشيوعى الصينى، وعضو في اللجان المركزية الـ 15 والـ 16 والـ 17 للحزب الشيوعى الصينى، وعضو المكتب السياسى للجنة المركزية الـ 16 للحزب وامانتها، وعضو المكتب السياسى للجنة المركزية للمكتب السياسى الـ 17 للحزب وعضو لجنتها الدائمة. وانتخب عضوا في اللجنة الدائمة للجنة المركزية لفحص الانضباط وسكرتيرا لها.